# Maschane germana
Maschane germana är en fjärilsart som beskrevs av William Schaus 1906. Maschane germana ingår i släktet Maschane och familjen tandspinnare. Inga underarter finns listade i Catalogue of Life.